# 拉喬爾州
拉喬爾州（英語：Latjoor）是南蘇丹曾经的一个州，位在該國東北部。人口534,440人（2014年），首府納西爾，下轄9郡。

## 行政區劃
下轄9縣：
- Thorow
- Malow
- Thior
- Jokou
- Kajaak
- 納西爾
- Ulang
- Maiwut
- Longechuk